# 三戸なつめ
三戸 なつめ（みと なつめ、1990年（平成2年）2月20日 - ）は、日本のモデル、歌手、タレント、女優。アソビシステム所属。所属レーベルはソニー・ミュージックアソシエイテッドレコーズ。
奈良県奈良市出身。奈良市立三笠中学校、京都橘高等学校、上田安子服飾専門学校卒業。奈良市リニアファン倶楽部・部長を務める。

## 略歴

### モデルとして
2010年頃から地元の関西でモデルとして活動した後の2013年に上京し、『mer』でデビューを果たす。
『mer』『Zipper』『SEDA』などの青文字系ファッション誌で活躍しており、前髪を極端に短く切りそろえた独特のヘアースタイルがトレードマークになっていたが、朝ドラ『おちょやん』に母親役で出演し女優業にシフトするにしたがって、前髪を長めに変えている。

### 歌手として
2014年8月31日に歌手活動を開始し、2015年に中田ヤスタカプロデュースによる自己紹介ソング「前髪切りすぎた」で歌手デビュー。カップリングには映画『恋する♡ヴァンパイア』の主題歌となる「コロニー」や三戸の大好物であるお菓子「キャベツ太郎」の応援歌「キャベツのやつのうた」が収められる。「前髪切りすぎた」は11人のクリエイターによって「学園篇」「白菜篇」「落書き篇」など11本のミュージックビデオが制作され、全てのミュージックビデオが収録されたDVD「「前髪切りすぎた」のMV作りすぎた」が同年6月に発売された。

## 人物
一人暮らしだが家事は苦手。本棚が無く、漫画本を床に積み重ねている状態。部屋の掃除も嫌いで、掃除機も滅多にかけないが、ダニに噛まれたことはないという。

### 交友関係
文化放送アナウンサーの坂口愛美とは中学時代の同級生で友人である。

## ディスコグラフィ

### アルバム
| 枚 | リリース日    | タイトル | 最高位 | 形態                                  | 品番                | 備考 |
| -- | ------------- | -------- | ------ | ------------------------------------- | ------------------- | ---- |
| 1  | 2017年4月26日 | なつめろ | 64位   | CD+DVD（初回生産限定盤） CD（通常盤） | AICL-3324 AICL-3326 |      |

### シングル
| 枚 | リリース日    | タイトル         | 最高位 | 形態                                       | 品番                | 備考 |
| -- | ------------- | ---------------- | ------ | ------------------------------------------ | ------------------- | ---- |
| 1  | 2015年4月8日  | 前髪切りすぎた   | 36位   | CDのみ                                     | AICL-2858           |      |
| 2  | 2015年9月16日 | 8ビットボーイ    | 45位   | CD+フォトブック（初回限定盤） CD（通常盤） | AICL-2956 AICL-2958 |      |
| 3  | 2016年4月6日  | I'll do my best  | 41位   | CD（初回生産限定盤） CD（通常盤）          | AICL-3077 AICL-3079 |      |
| 4  | 2017年2月22日 | パズル／ハナビラ | 108位  | CD（初回生産限定盤） CD（通常盤）          | AICL-3188 AICL-3189 |      |

### 配信シングル
| 枚 | リリース日   | タイトル                   | 備考                    |
| -- | ------------ | -------------------------- | ----------------------- |
| 1  | 2015年8月5日 | わたしをフェスに連れてって | “勝手に応援ソング”第2弾 |

### ミュージックビデオ
| 枚 | リリース日    | タイトル                         | 最高位 | 形態    | 品番      | 備考 |
| -- | ------------- | -------------------------------- | ------ | ------- | --------- | ---- |
| 1  | 2015年6月24日 | 「前髪切りすぎた」のMV作りすぎた | 179位  | DVDのみ | AIBL-9322 |      |

### タイアップ作品
| 楽曲               | タイアップ                                                                    | 収録作品                        | 備考                   |
| ------------------ | ----------------------------------------------------------------------------- | ------------------------------- | ---------------------- |
| コロニー           | ファントム・フィルム配給映画『恋する♡ヴァンパイア』主題歌                     | 1stシングル「前髪切りすぎた」   |                        |
| きゃべつのやつの歌 | やおきん・キャベツ太郎                                                        | 1stシングル「前髪切りすぎた」   | 勝手に応援歌として制作 |
| 8ビットボーイ      | ソニー・ピクチャーズ エンタテインメント配給映画『ピクセル』日本語吹替版主題歌 | 2ndシングル「8ビットボーイ」    |                        |
| パズル             | テレビ東京系アニメ『パズドラクロス』エンディングテーマ                        | 4thシングル「パズル／ハナビラ」 |                        |
| ハナビラ           | おやつカンパニー「ベビースターラーメン」CMソング                              | 4thシングル「パズル／ハナビラ」 |                        |

## 出演

### 雑誌
- girl’s style exp（交通タイムス社）
- PIRKA girls（学研パブリッシング）
- 古着Mixガールズ（パブリッシング）
- SEDA（日之出出版）
- mina（主婦の友社）
- mini（宝島社）
- Soup.（ジェイ・インターナショナル）
- Snappy（ぶんか社）
- カジカジ（イリオス）
- カジカジH（イリオス）
- mer（学研パブリッシング）
- MORE（2018年4月号から連載、集英社）

### イベント
- HARAJUKU KAWAii!!
- KAWAii!! MTSURi
- girl's style HAPPY PARTY
- リクミー関西

### CM
- グノシー[16]
- Google Android 5.0 Lollipop New Android スマート篇
- LINE LINEバイト
- クレハ「NEWクレラップ」（2016年）[17]
- ちびまる子ちゃんスクラッチ（2016年10月 - ）
- おやつカンパニー「ベビースターラーメン」（2017年1月31日 - ）
- JR東海「トーキョーブックマーク」（2017年2月11日 - ）[18]
- ダイドードリンコ「miu」（2017年 - ）
- オーディオテクニカ Wireless Journey Projects プロジェクトムービー「三戸なつめ、ワイヤレスデビュー」篇（2017年10月 - ）
- 幸楽苑（2018年 - ）
- イマジニア『Fit Boxing』（2018年）[19]
- 三幸製菓「かりんとう」（2021年9月25日 - ）[20][21]

### 映画
- 恋する♡ヴァンパイア（ファントム・フィルム、2015年4月17日公開） - ナツ 役[22]
- 劇場版 ほんとうにあった怖い話 2018（パル企画、2018年9月8日）
- 映画 賭ケグルイ（ギャガ、2019年5月3日公開） - 黄泉月るな 役
  - 映画 賭ケグルイ 絶体絶命ロシアンルーレット（ギャガ、2021年6月1日公開） - 黄泉月るな 役
- 明日、キミのいない世界で（イオンエンターテイメント、2020年1月10日公開） - ミヅキ 役
- ロックンロール・ストリップ（ベストプレーン、2020年8月14日公開） - 旭川ローズ（冬音） 役[23]
- シノノメ色の週末（2021年11月5日、イオンエンターテイメント） - 安東雅美 役
- LOVE LIFE（2022年9月9日、エレファントハウス） - 近藤洋子 役 [24]
- この小さな手（2023年4月8日、フルモテルモ） - 佐倉美音 役[25][26]
- 怪獣ヤロウ!（2025年1月31日公開、彩プロ） - 古川 役[27]
- THE RIGHTMAN 正義の男（2025年2月1日公開、映像制作リアン）[28]

### テレビドラマ
- times「洗う」「沈む」（2016年5月21日 - 28日、ABCテレビ） - 主演・ミノさん 役
- せいせいするほど、愛してる 第5話（2016年8月9日、TBS） - ケーキ屋の店員 役
- 賭ケグルイ（2018年1月 - 3月、MBS・TBS） - 黄泉月るな 役[29]
  - 賭ケグルイ season2（2019年4月）
- 節約ロック 第2話（2019年1月28日、日本テレビ） - 三戸なつめ 役
- 連続テレビ小説 おちょやん（2020年、NHK） - 竹井サエ 役
- Memories〜看護師たちの物語〜 第13 - 14話（2020年12月27日 - 2021年1月3日、BS日テレ） - 栗原すみれ 役
- 京阪沿線物語〜古民家民泊きずな屋へようこそ 第3話 (2021年1月24日、BSテレビ東京・テレビ大阪） - 阪下あきら（撮り鉄の女性）役
- 警視庁・捜査一課長 season5 最終話（2021年6月17日、テレビ朝日） - 品原試子 役
- トーキョー製麺所 第4話（2021年9月28日、MBS） - 吉成紀子 役[30]
- 新春エリアドラマ 家族の写真（2022年1月2日、東海テレビ） - 宮田紗希  役[31][32]
- ユーチューバーに娘はやらん!（2022年1月17日 - 3月28日、テレビ東京） - 小松あかり 役[33]
- 元彼の遺言状 第7話（2022年5月23日、フジテレビ） - 平井茜 役
- 科捜研の女 season23 第3話（2023年8月30日、テレビ朝日） - 木立麻実 役[34]
- 三人夫婦（2025年4月9日 - 6月18日、TBS） - 西本有希 役[35]

### ウェブドラマ
- 大人の恋愛地図 Supported by 東京カレンダー（2021年10月28日、ABEMA)- 加藤麻理子 役

### テレビ番組
- MBS SONG TOWN（2015年4月 - 2018年3月、MBSテレビ）[36]
- 三戸なつめのSONG STREET（2016年4月 - 2018年3月、MBSテレビ）[注 1]
- ちちんぷいぷい 月曜日 → 火曜日（2016年4月 - 2019年3月、MBSテレビ）[注 2]
- + music（2018年4月 - 2020年3月、MBSテレビ）[注 3]
- ミント!（2019年4月 - 、MBSテレビ）[注 4]
- きょうの料理ビギナーズ バツエのスパルタ夏めん塾（2017年8月21日 - 24日、NHK総合テレビ）
- 秘密のケンミンSHOW（読売テレビ）
- ごごナマ おいしい金曜日（2019年4月5日 - 2021年3月5日、NHK総合テレビ）[37]

### 舞台
- エグ女（2018年2月27日 - 3月4日、CBGKシブゲキ!!）
- TOP's & BOTTOM's（2018年8月7日、赤坂BLITZ）
- 舞台「鉄コン筋クリート」（2018年11月18日 - 25日、天王洲銀河劇場）
- タクフェス第10弾『ぴえろ』（2022年10月7日 - 16日、サンシャイン劇場 / 10月22日、電力ホール / 10月25日、弘前市民会館 / 11月5日、ももちパレス / 11月18日・19日、道新ホール / 11月23日 - 27日、梅田芸術劇場 シアター・ドラマシティ / 12月3日、あしかがフラワーパークプラザ（足利市民プラザ） / 12月9日 - 11日、ウインクあいち（愛知県産業労働センター）） - 大友春子 役
- 舞台「口笛」（2024年7月23日 - 28日、シアター・アルファ東京） - 舟村シゲ子 役[38]
- タクフェス 第12弾『夕 -ゆう-』（2024年11月1日 - 10日、サンシャイン劇場 / 11月14日 - 17日、梅田芸術劇場 シアター・ドラマシティ / 11月23日、キャナルシティ劇場 / 11月29日 - 12月1日、ウインクあいち / 12月12日、カナモトホール） - 信子 役[39]
- ハイセンスA3-D朗読演劇「ガールズ&シーブズ〜銀行強盗は放課後に〜」（2025年5月30日 - 6月1日、シアターマーキュリー新宿） - 三鷹奈津子 役[40]

### 吹き替え
- パディントンシリーズ - ジュディ・ブラウン 役（マデリン・ハリス）
  - パディントン（キノフィルムズ、2016年1月15日日本公開）[41]
  - パディントン2（キノフィルムズ、2018年1月19日日本公開）[42]
  - パディントン 消えた黄金郷の秘密（キノフィルムズ、2025年5月9日日本公開）[43]

### その他
- 明治『明治極とろカスタードクリームプリン』スペシャルムービー[44]
- 日本コナモン協会『初代粉もんプリンセス』2015年度の粉もんプリンセス[45]

## 著書

### セルフプロデュースブック
- なつめさん（2013年7月23日、学研パブリッシング、ISBN 978-4-05-405766-1）[46]

### 写真集
- なつめふく（2016年1月29日、学研プラス、ISBN 978-4-05-406290-0）

### 絵本
- ムム（2017年12月13日）
- ムム〜しまちゃんのおたんじょうび〜（2018年7月21日）